# Bartolomeo Bon
Bartolomeo Bon, född okänt år, död omkring 1464, var en italiensk skulptör och arkitekt från Campione d'Italia, av släkten Buon.

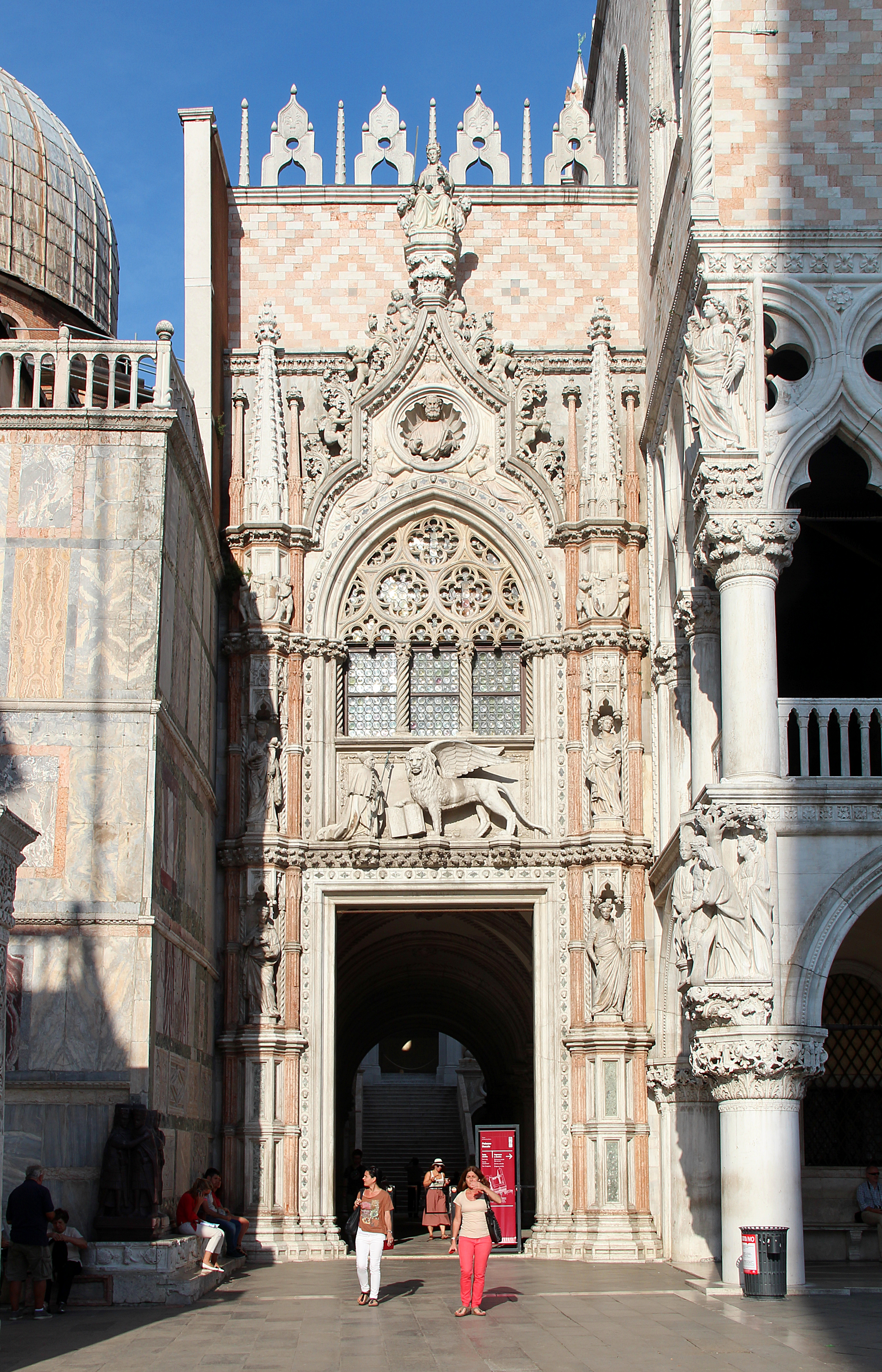
Porta della Carta (1438-1442) av Dogepalatset i Venedig (Italien)

Bartolomeo Bon arbetade tillsammans med sin far Giovanni Bon i Venedig där de avslutade dekoreringen av det gotiska palatset Ca' d'Oro (1424–30) och marmordörren till Basilica di Santa Maria Gloriosa dei Frari. De fick också förtroendet att bygga Porta della Carta (pappersdörren) i Basilica de St. Marco (1438–42). 
Utan faderns assistans arbetade Bartolomeo Bon med portalen till Scuola Grande di San Marco (en lunett därifrån finns numera i Victoria and Albert Museum i London), portalen till San Polo och Foscaris triumfbåge vid Dogepalatset.